# 1泊家族
『1泊家族』（わんぱくかぞく）は、テレビ朝日系列で放送されているバラエティ・ドキュメンタリー番組である。
2020年10月10日から2023年3月1日までは『ノブナカなんなん?〜アノ人なんなん?人生のぞき見ドキュメント〜』（ノブナカなんなん〜アノひとなんなん?じんせいのぞきみドキュメント〜）としてノブ（千鳥）と弘中綾香（テレビ朝日アナウンサー）の冠番組でもあり、2023年4月5日から8月9日までは『隣のブラボー様 ごほうび☆覗き見バラエティ』（となりのブラボーさま ごほうび☆のぞきみバラエティ）として放送されていた。
放送時間は2020年10月10日から2021年9月25日までは毎週土曜22:25 - 22:55（JST、以下略）。2021年10月20日から2023年8月9日までは毎週水曜19:00 - 20:00。2023年9月16日からは毎週土曜18:30 - 18:56。

## 概要

### 『ノブナカなんなん?〜アノ人なんなん?人生のぞき見ドキュメント〜』
思わず「なんなん?」（何なの?）と言いたくなるような人々の人生を見て、ノブと弘中がツッコミをしていくドキュメントバラエティ番組。
なお、特番時代の最初期は『GOMI IS MONEY』と題し、主にゴミ部屋に住む住人を取材しそこでの要らないゴミをどれだけ換金できるかという企画のみを放送していた。『ノブナカなんなん?』第1弾の2019年6月21日放送分もテレビ情報誌の番組表や当初のEPGでは『GOMI IS MONEY』の予定だったが、直前に現在の『ノブナカなんなん?』にタイトルが改められた。改題した後でも、『GOMI IS MONEY』時代の映像を『ノブナカなんなん?傑作選』として再放送することがある。
テレビ朝日で土曜22時台後半の30分枠番組は『私のスター探検』（朝日放送制作）終了以来41年半ぶり、テレビ朝日制作番組では1975年3月までの『題名のない音楽会』（現在は土曜10:00で継続中）以来実に45年半ぶりになる（「腸捻転解消後」や「『テレビ朝日』改名後」では史上初）。
2021年7月10日、同じくノブがMCを務めるABEMA『チャンスの時間』とのコラボ番組『ノブナカなんなん×チャンスの時間SP!放送ギリ芸能人のチョメ生活に大ツッコミ祭!』を本放送後の22時55分より57分ABEMAで配信し、同日の放送でも一部が予告を兼ねて放送された。
2021年10月20日から水曜19時のゴールデンタイムに枠移動・放送時間拡大する。初回は2時間スペシャルを放送。なお、後継番組として小峠英二（バイきんぐ）が司会を務める『電脳ワールドワイ動ショー』が放送されている。しかし、当時の水曜日には、同じくノブが出演している『林修のニッポンドリル』（フジテレビ系列）が19時からのスペシャル版として放送されていた関係上、『ニッポンドリル』が通常編成時あるいは休止時に限って本番組が放送されていた。

### 『隣のブラボー様 ごほうび☆覗き見バラエティ』
2023年3月1日の放送で、4月より新タイトル『隣のブラボー様 ごほうび☆覗き見バラエティ』と改題することが発表された。タイトル・内容は刷新し、レギュラー陣はそのまま続投する。また、「隣"のブ"ラボー様」でノブの冠がついているとされている。
2023年秋の番組改編により、同時間帯に『朝メシまで。』が移動。これに伴い、当番組は土曜18時30分に放送時間を移動する。また、同時間帯に放送されていた『謎解き戦士!ガリベンガーV』は金曜1時26分（木曜深夜）に再移動となる。
『ノブナカなんなん？』時代と合わせてゴールデンタイムの放送は2年で終了となった。なお、『隣のブラボー様』としての放送回数は特番編成による休止が多かったため、わずか5回であった。

### 『1泊家族』
2023年8月9日の放送内で枠移動後に番組名が『1泊家族』に変更されること、初回放送日が同年9月9日であることが発表されたが、『緊急特報!バスケW杯 沖縄の歓喜と感動をもう一度〜完全保存版〜』（18:30 - 20:54）を放送することになったため、翌週に延期となった。
2024年10月19日、当初は通常通り放送予定だったが、前続番組『人生の楽園』で長年に渡り“案内人”を務めた俳優・歌手の西田敏行が死去したことを受け、『人生の楽園 追悼アンコール 西田敏行20周年スペシャル』（18:00 - 18:56）を放送することになったため休止となった。

## 出演者

### MC
- ノブ（千鳥）
- 弘中綾香（テレビ朝日アナウンサー）

代打MC
- 川島明（麒麟） - ノブが新型コロナウイルスに感染した[17]ことに伴い、2022年2月23日放送分の代打MCとして出演[18]。
- 以下はノブが右椎骨動脈解離で入院した[19]ことに伴う代打MC。
  - 大悟（千鳥） - 2022年8月24日放送分の代打MCとして出演[20]。
  - 東野幸治 - 2022年9月7日放送分の代打MCとして出演[21]。

### レギュラー（ゴールデン進出以降）
- 河北麻友子 - （2021年10月20日 - ）
- 見取り図（盛山晋太郎・リリー） - （2021年10月20日[22] - ）

## 放送リスト

### パイロット版：『GOMI IS MONEY』時代
| 回 | 放送日         | 放送時間    | 出演者               | 内容                                      | 出典   |
| -- | -------------- | ----------- | -------------------- | ----------------------------------------- | ------ |
| 1  | 2018年11月8日  | 2:24 - 2:54 | 誠子（尼神インター） | 再現ドラマの女王・芳野友美のお宅を訪問!   | [ 23 ] |
| 2  | 2018年11月15日 | 2:28 - 2:58 | 誠子（尼神インター） | 元小室ファミリー美人歌手のゴミ部屋を訪問! | [ 24 ] |

| 回 | 放送日        | 放送時間      | 出演者   | 内容                                                                    | 出典   |
| -- | ------------- | ------------- | -------- | ----------------------------------------------------------------------- | ------ |
| 3  | 2019年1月26日 | 14:55 - 16:25 | 横澤夏子 | 「大金持ちの部屋のゴミってどんな物がある?」 「弘中アナが男子寮に潜入!」 | [ 25 ] |

### パイロット版：『ノブナカなんなん?』時代
| 回 | 放送日         | 放送時間       | 出演者                       | 内容                                                                                        | 出典   |
| -- | -------------- | -------------- | ---------------------------- | ------------------------------------------------------------------------------------------- | ------ |
| 1  | 2019年6月21日  | 23:15 - 翌0:15 | いとうあさこ                 | 「ゴミ部屋に住む女ってなんなん?」 「バーキン持ってる若い女って、なんなん?」                 | [ 26 ] |
| 2  | 2019年10月7日  | 23:15 - 翌0:15 | 吉沢亮、誠子（尼神インター） | 「大食いしまくる女ってなんなん?」 「億稼ぐ女ってなんなん?」                                 | [ 27 ] |
| 3  | 2019年12月29日 | 22:00 - 23:05  | はじめしゃちょー、高橋真麻   | 「破天荒セレブ&意識高い女」 「ガングロ女子の上京物語」 「夜なのにサングラスを掛けている人」 | [ 27 ] |

| 回 | 放送日       | 放送時間       | 出演者             | 内容                                                                              | 出典   |
| -- | ------------ | -------------- | ------------------ | --------------------------------------------------------------------------------- | ------ |
| 4  | 2020年7月8日 | 23:15 - 翌0:15 | 山田裕貴、大松絵美 | 「女子アナってなんなん?」 「激辛好き超セクシー女」 「声ガラガラなスナックのママ」 | [ 28 ] |

### レギュラー版

#### 第1期 毎週土曜 22:25 - 22:55 時代

##### 2020年
| 回    | 放送日                             | 出演者                                | 内容                                                            | 出典 |
| ----- | ---------------------------------- | ------------------------------------- | --------------------------------------------------------------- | ---- |
| 1     | 10月10日                           |                                       | 「ゴミ部屋に住む女ってなんなん?」                               |      |
| 2     | 10月17日                           | 犬飼貴丈                              | 「女に崇拝される女ってなんなん?」                               |      |
| 3     | 10月24日                           | ダレノガレ明美                        | 「可愛すぎるUberEatsガールってなんなん?」                       |      |
| 4     | 10月31日                           | サーヤ（ラランド）                    | 「ポツンとガングロギャルってなんなん?」                         |      |
| 5     | 11月7日                            | 山本舞香                              | 「とにかく明るい女ってなんなん?」                               |      |
| 6     | 11月14日                           | 田中みな実                            | 「ロリータファッションの女ってなんなん?」                       |      |
| 7     | 11月21日                           | 池田美優 西畑大吾（なにわ男子）       | 「頭良すぎる東大女子ってなんなん?」                             |      |
| 8     | 11月28日                           | ゆきぽよ                              | 「収入源ナゾの女ってなんなん?」                                 |      |
| 9     | 12月12日                           | 若槻千夏 生見愛瑠                     | 「緊急企画!なんなん女オーディション開催」                       |      |
| 10 SP | 12月28日 ※月曜22:00〜23:05（65分） | 白石麻衣 フワちゃん 出川哲朗 佐藤栞里 | 「億稼ぐ女ってなんなん?」 「ポップティーンモデルってなんなん?」 |      |

##### 2021年
| 回    | 放送日                           | 出演者                                                                     | 内容                                                                                        | 出典 |
| ----- | -------------------------------- | -------------------------------------------------------------------------- | ------------------------------------------------------------------------------------------- | ---- |
| 11    | 1月23日                          | 小芝風花 チョコレートプラネット                                            | 「第2回!なんなん女オーディション開催」                                                      |      |
| 12    | 1月30日                          | 朝日奈央                                                                   | 「大食い美女ってなんなん?」                                                                 |      |
| 13    | 2月6日                           | 出川哲朗 佐藤栞里                                                          | 「車で暮らす金髪美女ってなんなん?」                                                         |      |
| 14    | 2月13日                          | ファーストサマーウイカ 吉村崇（平成ノブシコブシ）                          | 「ノブ-1グランプリ」                                                                        |      |
| 15    | 2月27日                          | 誠子（尼神インター）                                                       | 「牛乳ちゃんってなんなん?」                                                                 |      |
| 16    | 3月6日                           | ぺこぱ 片寄涼太（GENERATIONS from EXILE TRIBE）                            | 「即決!ドリームマネー」                                                                     |      |
| 17 SP | 3月7日 ※日曜18:30〜19:58（88分） | 安達祐実 アンミカ ぼる塾 児嶋一哉（アンジャッシュ） チョコレートプラネット | 「ゴミ部屋に住む女ってなんなん?」 「女ハンターってなんなん?」 「大家族のママってなんなん?」 |      |
| 18    | 3月13日                          | 瀬戸利樹 横澤夏子                                                          | 「一本の動画で人生が激変した女ってなんなん?」                                               |      |
| 19    | 4月10日                          | ダレノガレ明美 みやぞん（ANZEN漫才）                                       | 「可愛すぎる野球女子ってなんなん?」                                                         |      |
| 20    | 4月17日                          | 仲里依紗                                                                   | 「ある日突然動画がバズった女ってなんなん?」                                                 |      |
| 21    | 4月24日                          | 野村周平 若槻千夏                                                          | 「人気No.1メイドってなんなん?」                                                             |      |
| 22    | 5月1日                           | 井ノ原快彦                                                                 | 「ハンバーガーに取り憑かれた女ってなんなん?」                                               |      |
| 23    | 5月8日                           | 神宮寺勇太（King & Prince） 河北麻友子                                     | 「収入源ナゾの美女ってなんなん?」                                                           |      |
| 24    | 5月15日                          | 青山テルマ 神尾楓珠                                                        | 「ピンクに取り憑かれた女ってなんなん?」                                                     |      |
| 25    | 5月22日                          | 三浦翔平 近藤春菜（ハリセンボン）                                          | 「かき氷に取り憑かれた女ってなんなん?」                                                     |      |
| 26    | 5月29日                          | 池田美優                                                                   | 「おそらく日本一髪の長い女ってなんなんなん?」                                               |      |
| 27    | 6月12日                          | ファーストサマーウイカ 川島明（麒麟）                                      | 「ノブが忘れられない女SP」                                                                  |      |
| 28    | 6月19日                          | 滝沢カレン                                                                 | 「働かない女ってなんなん?」                                                                 |      |
| 29    | 6月26日                          | 河北麻友子 児嶋一哉（アンジャッシュ）                                      | 「戦う女ってなんなん?」                                                                     |      |
| 30    | 7月3日                           | 吉村崇（平成ノブシコブシ） IKKO 『出品者』サーヤ（ラランド）               | 「お金持ち芸能人アートを買う!」                                                             |      |
| 31    | 7月10日                          | 吉沢亮 見取り図                                                            | 「ノブが忘れられない女人生激変SP」                                                          |      |
| 32    | 8月14日                          | 長嶋一茂 ヒコロヒー                                                        | 「ゴミ部屋に住む女ってなんなん?」                                                           |      |
| 33    | 8月21日                          | おいでやす小田 藤本美貴                                                    | 「年の差カップルってなんなん?」                                                             |      |
| 34    | 8月28日                          | 松坂桃李 オズワルド                                                        | 「ドラァグクイーンってなんなん?」                                                           |      |
| 35    | 9月4日                           | ゆうちゃみ くっきー!（野性爆弾） 『リポーター』山添寛（相席スタート）      | 「おそらく日本一アレな女ってなんなん?」                                                     |      |
| 36    | 9月11日                          | 小籔千豊 渋谷凪咲（NMB48）                                                 | 「なんなん料理人」                                                                          |      |
| 37    | 9月18日                          | EXIT ユージ                                                                | 「人気YouTuberカルマってなんなん?」                                                         |      |
| 38    | 9月25日                          | 見取り図                                                                   | 「3問ハズしたらレギュラー剥奪!なんなんクイズ」                                              |      |

#### 第2期 毎週水曜 19:00 - 20:00 時代

##### 2021年
| 回   | 放送日                          | 出演者                                                                          | 内容 | 出典 |
| ---- | ------------------------------- | ------------------------------------------------------------------------------- | --- | ---- |
| 1 SP | 10月20日 ※19:00〜20:54（114分） | 天海祐希 長嶋一茂 ブリアナ・ギガンテ                                            | 「ゴミ部屋に住む女ってなんなん?」 「日本一○○な女」 「スーパーセレブ美魔女」 「0男9女の大家族肝っ玉母さんに密着」 |      |
| 2    | 11月3日                         | 優香 西畑大吾（なにわ男子）                                                     | 「節約しすぎる女ってなんなん?」                                                                                  |      |
| 3 SP | 11月17日 ※19:00〜20:54（114分） | 児嶋一哉（アンジャッシュ） ギャル曽根                                           | 「街で噂!大クセ仕事人ってなんなん?」                                                                             |      |
| 4    | 12月8日                         | 道枝駿佑（なにわ男子） 目黒蓮（Snow Man）                                       | 「美しすぎる女社長ってなんなん?」 「ペッパーを連れ回す女ってなんなん?」                                          |      |
| 5 SP | 12月15日 ※19:00〜20:54（114分） | 吉沢亮 水野美紀 山本舞香 長嶋一茂 ryuchell 『リポーター』山添寛（相席スタート） | 「女だらけの謎集団便利屋ってなんなん?」 「危険な猪ハンターに10ヵ月密着!」 「ドラァグクイーンってなんなん?第2弾」 |      |

##### 2022年
| 回    | 放送日                         | 出演者 | 内容 | 出典 |
| ----- | ------------------------------ | --- | --- | ---- |
| 6     | 1月5日                         | 沢村一樹 矢田亜希子 高橋茂雄（サバンナ） 『リポーター』山添寛（相席スタート） | 「スーパー主婦ってなんなん?」 |      |
| 7     | 1月19日                        | 磯山さやか 河合郁人（A.B.C-Z） | 「可愛すぎてなんなん?動画」 「田舎に移住したCM美女ってなんなん?」 |      |
| 8     | 2月9日                         | 児嶋一哉（アンジャッシュ） 鈴木亜美 | 「可愛すぎてなんなん?大バズり動画」 「超大御所芸能人なのにYouTuberってなんなん?」 「セレブ美魔女・君島十和子様密着第2弾」 「地方でバズってる仰天おばあちゃん」                           |      |
| 9 SP  | 2月23日 ※19:00〜20:54（114分） | 出川哲朗 ホラン千秋 高橋茂雄（サバンナ） 千秋 | 「なんなんコンサート」 「菊池桃子が潜入調査!なんなんグルメベスト4」 「大食いする女ってなんなん?」 「なんなんお取り寄せベスト4」 「鍋に取りつかれた主婦」                                 |      |
| 10 SP | 3月9日 ※19:00〜20:54（114分）  | 松本潤 小澤征悦 森泉 後藤真希 | 「可愛すぎてなんなん?大バズり動画」 「奇跡の50歳!人気アナモッチーってなんなん?」 「節約しすぎる家族冬ver.」 「東京在住節約しすぎる女ガス代0円生活」 「年間300日!テント泊車中泊する美女」 |      |
| 11 SP | 4月13日 ※19:00〜20:54（114分） | 乙葉 髙橋海人（King & Prince） | 「可愛すぎてなんなん?大バズり動画」 「千葉の田舎で暮らす女性ってなんなん?」 「ペットを溺愛しすぎる女ってなんなん?」 「爆買い家族ってなんなん?」                                          |      |
| 12 SP | 4月20日 ※19:00〜20:54（114分） | 木村拓哉 内田有紀 八嶋智人 | 「可愛すぎてなんなん?大バズり動画」 「危険すぎる女ハンター」 「世にも珍しい女ハンター」                                                                                                  |      |
| 13 SP | 5月4日 ※19:00〜20:54（114分）  | IKKO 大沢あかね 志尊淳 『リポーター』河合郁人（A.B.C-Z） | 「可愛すぎてなんなん?大バズり動画」 「節約しすぎる家族第3弾」 「鬼のマナー講師ってなんなん?」 「ママに大人気のスーパー保育士」                                                           |      |
| 14    | 5月18日                        | 吉岡里帆 児嶋一哉（アンジャッシュ） | 「可愛すぎてなんなん?大バズり動画」 「人気ぽっちゃりさん密着24時」 |      |
| 15    | 5月25日                        | 小芝風花 SHELLY | 「可愛すぎてなんなん?大バズり動画」 「静岡の魅力ってなんなん?」 |      |
| 16 SP | 6月8日 ※19:00〜20:54（114分）  | 中島健人（Sexy Zone） 児嶋一哉（アンジャッシュ） アンミカ | 「爆買い17人大家族ってなんなん?」 「50円メシ節約生活」 「月の食費わずか8000円」 「東京で電気代0円生活」                                                                                  |      |
| 17 SP | 7月13日 ※19:00〜20:54（114分） | 栗山千明 上川隆也 井上瑞稀（HiHi Jets） 東山紀之 | 「突撃!爆食娘の台所」 「大食いする女ってなんなん?」 「5歳の天才ハンター」 「今ブームの?するハンターカップル」                                                                            |      |
| 18    | 7月20日                        | 中村アン | 「突撃!爆食娘の台所」 「日本で最強の女ハンターは誰だ?」 |      |
| 19    | 8月10日                        | 濱口優（よゐこ） 矢田亜希子 後藤真希 児嶋一哉（アンジャッシュ） 『リポーター』浜口京子 | 「この夏オススメ最新びっくりグルメベスト4」 「富士山に取り憑かれた女ってなんなん?」 「日帰りで行ける富士山絶景グルメ旅」                                                                 |      |
| 20 SP | 8月24日 ※19:00〜20:54（114分） | 濱口優（よゐこ） 矢田亜希子 『リポーター』河合郁人（A.B.C-Z） 『リポーター』西村知美 『リポーター』ナダル（コロコロチキチキペッパーズ）                                                                                               | 「電気ガス水道0円節約しすぎる家族」 「採算度外視!サービスしすぎの人情食堂」 「人生で一度は食べてみたい夢の絶品グルメ」                                                                   |      |
| 21 SP | 9月7日 ※19:00〜20:54（114分）  | 矢田亜希子 神宮寺勇太（King & Prince） 『アテンダント』久代萌美 『スペシャルゲスト』ヒロシ 『スペシャルゲスト』ウエスP 『スペシャルゲスト』和田まんじゅう（ネルソンズ） 『助っ人』ガリベンズ矢野 『助っ人』ねんねん（ひよしなかよし） | 「岡田准一3時間のプチ休日に密着!」 「なぜ人気?総フォロワー46万人RIKACOに密着」 「釣り歴40年照英今ブームの怪魚ハンターに密着」                                                            |      |
| 22 SP | 11月2日 ※19:00〜20:54（114分） | 松嶋尚美 ぺこぱ 『助っ人』河合郁人（A.B.C-Z） 『助っ人』照英 『助っ人』笠原将弘 | 「電気ガス水道0円節約しすぎる家族」 「他店より1円でも安く!サービスしすぎの人情スーパー」                                                                                                 |      |
| 23 SP | 12月7日 ※19:00〜20:54（114分） | 島崎和歌子 伊集院光 関根麻里 | 「30年経っても美しいのはなぜ?」 「電気ガス水道0円節約しすぎる家族」 |      |

##### 2023年
| 回    | 放送日                         | 出演者                                                       | 内容 | 出典 |
| ----- | ------------------------------ | ------------------------------------------------------------ | --- | ---- |
| 24    | 1月18日                        | ビビる大木 矢田亜希子                                        | 「人気アナがナゼ?田舎で移住生活TV初密着」                                                                          |      |
| 25 SP | 2月1日 ※19:00〜20:54（114分）  | 長嶋一茂 島崎和歌子                                          | 「平成を彩ったあの伝説美女5人は今?」                                                                               |      |
| 26 SP | 2月15日 ※19:00〜20:54（114分） | 北斗晶 佐々木健介 藤本美貴 『リポーター』河合郁人（A.B.C-Z） | 「元人気アナは今?第2の人生に密着」 「大好評!電気ガス水道0円の節約生活」 「広島の山奥で発見電気ガス水道383円の謎…」 |      |
| 27 SP | 3月1日 ※19:00〜20:54（114分）  | 優香 永瀬廉（King & Prince） 濱口優（よゐこ）                | 「話題人気ぽっちゃりさんの職業当てクイズ」 「青森0円家族田村ファミリー」                                           |      |

### 隣のブラボー様
| 回 | 放送日                         | 出演者                                                             | 内容 | 出典 |
| -- | ------------------------------ | ------------------------------------------------------------------ | --- | ---- |
| 1  | 4月5日 ※19:00〜20:54（114分）  | アンミカ 村山輝星 北村一輝 井ノ原快彦                              | 「ごほうび調査」 「電気ガス水道0円生活自給自足ファミリー」 「築120年古民家自給自足ファミリー」                               |      |
| 2  | 4月19日                        | 寺島しのぶ 寺嶋眞秀 朝日奈央                                       | 「広島山奥で子供7人育てる自足時給ファミリー」 「人気俳優尾上松也マイご褒美は火を愛でる」                                     |      |
| 3  | 5月17日 ※19:00〜20:54（114分） | 梅沢富美男 藤本美貴 土屋アンナ 三村マサカズ（さまぁ～ず） 井上咲楽 | 「バラエティー初密着 寺島しのぶ親子」 「相撲世界一！食費ギリギリファミリー」 「海の上で住む仰天ファミリー」                  |      |
| 4  | 6月21日 ※19:00〜20:54（114分） | 若槻千夏                                                           | 「今なぜ人気？石原良純（61）」 「佐賀 DIY好きすぎて一軒家を建てちゃった主婦」 「福岡 目指せ五輪！島で食堂を営む熱血6人家族」 |      |
| 5  | 8月9日 ※19:00〜20:54（114分）  | 坂上忍 矢吹奈子                                                    | 「住めば都！衝撃夢ハウス6連発」                                                                                              |      |

### 1泊家族

#### 2023年
| 回 | 放送日   | ゲスト   | 内容                                                                                  | 備考                    |
| -- | -------- | -------- | ------------------------------------------------------------------------------------- | ----------------------- |
| 1  | 9月16日  | 大泉洋   | 「泊まって発見!ビックリ生活 北海道札幌市」 「泊まって発見!ビックリ生活 青森県南部町」 | 90分SP（18:30 - 20:00） |
| 2  | 10月21日 | 長嶋一茂 | 「超山奥なのに移住者多数!和歌山那智勝浦…築150年古民家」                               |                         |
| 3  | 10月28日 |          | 「人口20人集落になぜ移住?福岡の超山奥…築100年古民家」                                 |                         |
| 4  | 11月4日  |          | 「田舎町に大行列!今が旬!兵庫県丹波市…（秘）絶品栗を育てる家族」                       |                         |
| 5  | 11月11日 | 長嶋一茂 | 「世界遺産・宮島に住む家族!厳島神社のすぐそば…（秘）人情宿」                          |                         |
| 6  | 11月25日 |          | 「父と3人娘で守る!神奈川三浦半島の人情漁船」                                          |                         |

#### 2024年
| 回 | 放送日   | ゲスト                 | 内容                                                                      | 備考                     |
| -- | -------- | ---------------------- | ------------------------------------------------------------------------- | ------------------------ |
| 7  | 1月20日  |                        | 「絶品さつまいも育てる奮闘記」                                            |                          |
| 8  | 1月27日  |                        | 「絶景の田舎!極太ネギ育てる奮闘記」                                       |                          |
| 9  | 2月3日   | 小泉孝太郎             | 「家賃5千円人口48人の集落にナゼ移住?激安生活の秘密&雑穀で（驚）健康メシ」 | 90分SP（18:30 - 20:00）  |
| 10 | 2月17日  | 伊集院光               | 「古民家を仰天リフォーム!…なんでも手作り大家族」                          | 4分拡大（18:30 - 19:00） |
| 11 | 3月23日  | 長嶋一茂               | 「気温マイナス10℃!豪雪地帯で自給自足」                                    |                          |
| 12 | 4月6日   | ギャル曽根             | 「古民家でガス水道0円生活 高知県渡貫ファミリー」                          |                          |
| 13 | 4月13日  | 坂上忍                 | 「大人気!山中湖で別荘管理する仰天家族」                                   |                          |
| 14 | 4月27日  |                        | 「価値10倍!幻のたけのことは?血と涙と汗の結晶…家族一丸で1日1000本」        |                          |
| 15 | 5月4日   |                        | 「人口たった4人!限界集落に住む家族」                                      |                          |
| 16 | 5月18日  |                        | 「大注目 深谷ブロッコリー 最強3兄弟 一晩で7200コ収穫!激旨レシピ大公開!」  |                          |
| 17 | 5月25日  |                        | 「青森自給自足ファミリーに新展開!0円で豪邸を建てる!?」                    |                          |
| 18 | 6月1日   | 柄本明                 | 「絶品えだまめ育てる家族」                                                |                          |
| 19 | 6月8日   |                        | 「世界が絶賛!刀鍛冶ファミリー」                                           |                          |
| 20 | 6月15日  |                        | 「今が旬!絶品とうもろこし育てる家族」                                     |                          |
| 21 | 6月22日  |                        | 「絶品ハチミツ大家族」                                                    |                          |
| 22 | 7月6日   | 高橋英樹               | 「絶景を作る花火師家族」                                                  |                          |
| 23 | 7月13日  |                        | 「夫婦で守る絶景そば屋」                                                  |                          |
| 24 | 7月27日  |                        | 「今が旬!にんにく育てる3世代家族」                                        |                          |
| 25 | 8月3日   |                        | 「山奥に行列!夫婦で守る春巻き食堂」                                       |                          |
| 26 | 8月17日  | 西畑大吾（なにわ男子） | 「埼玉!絶品オクラ家族」                                                   |                          |
| 27 | 8月24日  | 八木勇征（FANTASTICS） | 「絶景田舎で自給自足」                                                    |                          |
| 28 | 9月3日   | 小雪 長嶋一茂          | 「世界遺産に住む家族SP!」                                                 | 2時間SP（19:00 - 21:00） |
| 29 | 9月7日   |                        | 「田舎で大活躍!スペイン人家族」                                           |                          |
| 30 | 9月14日  | 伊集院光               | 「和歌山の山奥で発見!町を守る二刀流」                                     |                          |
| 31 | 9月28日  | 石原良純               |                                                                           |                          |
| 32 | 10月12日 | 柳原可奈子             | 「岐阜の秘境カレー店」                                                    |                          |
| 33 | 11月2日  | 長嶋一茂               | 「価値10倍!美人松茸を採る家族」                                           |                          |
| 34 | 11月9日  |                        | 「世界遺産の島!佐渡島の米農家」                                           |                          |
| 35 | 11月16日 | 野口健                 | 「秘境で発見!山と生きる14歳少年」                                         |                          |
| 36 | 11月23日 |                        | 「移住に人気!北海道の絶景気球町」                                         |                          |
| 37 | 11月30日 |                        | 「自然薯を育てる67歳名人」                                                |                          |
| 38 | 12月14日 |                        | 「今大忙し!親子で守る玄米もち」                                           |                          |
| 39 | 12月21日 | 小泉孝太郎             | 「元気が出る秘境三大家族90分SP」                                          | 90分SP（18:30 - 20:00）  |
| 40 | 12月28日 |                        | 「世界遺産の島!佐渡島で馬と暮らす家族」                                   |                          |

#### 2025年
| 回 | 放送日   | ゲスト                                | 内容                                          | 備考                     |
| -- | -------- | ------------------------------------- | --------------------------------------------- | ------------------------ |
| 41 | 01月25日 |                                       | 父子で守る越前がに                            |                          |
| 42 | 02月01日 |                                       | 今が旬!巨大ダイコン育てる71歳                 |                          |
| 43 | 02月15日 | 杉浦太陽                              | 島で人気!周防大島の人情うどん                 |                          |
| 44 | 02月22日 | 田中律子                              | 気温-10℃!豪雪地帯に移住                       |                          |
| 45 | 03月01日 | 関根勤                                | 気温?2℃!長野・豪雪村に移住                    |                          |
| 46 | 03月22日 | 長嶋一茂                              | 離島に住む家族!全島民11人…小さな島の秘密      |                          |
| 47 | 04月12日 | 長嶋一茂                              | 埼玉で異例の人気!ご当地スーパー家族           |                          |
| 48 | 04月19日 | 羽田美智子                            | 移住者が急増!長崎県の絶景離島                 |                          |
| 49 | 04月26日 | 内藤剛志                              | 離島に住む家族!全島民11人… 限界離島の仰天生活 |                          |
| 50 | 05月10日 | 内藤剛志                              | 涙の引っ越し!ガス水道0円家族、都会へ          |                          |
| 51 | 05月17日 | 国生さゆり                            | 離島に住む家族!人口2人…無人島に移住した夫婦   |                          |
| 52 | 06月14日 | 長嶋一茂 岡村隆史（ナインティナイン） | 驚き大行列…離島の満席食堂SP!                  | 90分SP（18:30 - 20:00）  |
| 53 | 06月28日 | 長嶋一茂                              | 観光客に人気!昭和レトロ自販機の聖地           |                          |
| 54 | 07月26日 |                                       | 島民14人全員が偉人の末裔!愛媛県の仰天離島     |                          |
| 55 | 08月02日 | 田中律子                              | 異例の人気!東京の離島…3世代ローカルスーパー   | 4分拡大（18:30 - 19:00） |
| 56 | 08月16日 | 萩原聖人                              | 俳優・萩原聖人が初ロケ!離島で過酷ロケに挑戦   |                          |

## ネット局

### 土曜22時台後半枠時代
| 放送対象地域   | 放送局                       | 系列           | 放送期間                       | 放送時間           | ネット状況 |
| -------------- | ---------------------------- | -------------- | ------------------------------ | ------------------ | ---------- |
| 関東広域圏     | テレビ朝日（EX）             | テレビ朝日系列 | 2020年10月10日 - 2021年9月25日 | 土曜 22:25 - 22:55 | 制作局     |
| 北海道         | 北海道テレビ（HTB）          | テレビ朝日系列 | 2020年10月10日 - 2021年9月25日 | 土曜 22:25 - 22:55 | 同時ネット |
| 青森県         | 青森朝日放送（ABA）          | テレビ朝日系列 | 2020年10月10日 - 2021年9月25日 | 土曜 22:25 - 22:55 | 同時ネット |
| 岩手県         | 岩手朝日テレビ（IAT）        | テレビ朝日系列 | 2020年10月10日 - 2021年9月25日 | 土曜 22:25 - 22:55 | 同時ネット |
| 宮城県         | 東日本放送（KHB）            | テレビ朝日系列 | 2020年10月10日 - 2021年9月25日 | 土曜 22:25 - 22:55 | 同時ネット |
| 秋田県         | 秋田朝日放送（AAB）          | テレビ朝日系列 | 2020年10月10日 - 2021年9月25日 | 土曜 22:25 - 22:55 | 同時ネット |
| 山形県         | 山形テレビ（YTS）            | テレビ朝日系列 | 2020年10月10日 - 2021年9月25日 | 土曜 22:25 - 22:55 | 同時ネット |
| 福島県         | 福島放送（KFB）              | テレビ朝日系列 | 2020年10月10日 - 2021年9月25日 | 土曜 22:25 - 22:55 | 同時ネット |
| 新潟県         | 新潟テレビ21（UX）           | テレビ朝日系列 | 2020年10月10日 - 2021年9月25日 | 土曜 22:25 - 22:55 | 同時ネット |
| 長野県         | 長野朝日放送（abn）          | テレビ朝日系列 | 2020年10月10日 - 2021年9月25日 | 土曜 22:25 - 22:55 | 同時ネット |
| 静岡県         | 静岡朝日テレビ（SATV）       | テレビ朝日系列 | 2020年10月10日 - 2021年9月25日 | 土曜 22:25 - 22:55 | 同時ネット |
| 石川県         | 北陸朝日放送（HAB）          | テレビ朝日系列 | 2020年10月10日 - 2021年9月25日 | 土曜 22:25 - 22:55 | 同時ネット |
| 中京広域圏     | 名古屋テレビ（メ〜テレ/NBN） | テレビ朝日系列 | 2020年10月10日 - 2021年9月25日 | 土曜 22:25 - 22:55 | 同時ネット |
| 近畿広域圏     | 朝日放送テレビ（ABC TV）     | テレビ朝日系列 | 2020年10月10日 - 2021年9月25日 | 土曜 22:25 - 22:55 | 同時ネット |
| 広島県         | 広島ホームテレビ（HOME）     | テレビ朝日系列 | 2020年10月10日 - 2021年9月25日 | 土曜 22:25 - 22:55 | 同時ネット |
| 山口県         | 山口朝日放送（yab）          | テレビ朝日系列 | 2020年10月10日 - 2021年9月25日 | 土曜 22:25 - 22:55 | 同時ネット |
| 香川県・岡山県 | 瀬戸内海放送（KSB）          | テレビ朝日系列 | 2020年10月10日 - 2021年9月25日 | 土曜 22:25 - 22:55 | 同時ネット |
| 愛媛県         | 愛媛朝日テレビ（eat）        | テレビ朝日系列 | 2020年10月10日 - 2021年9月25日 | 土曜 22:25 - 22:55 | 同時ネット |
| 福岡県         | 九州朝日放送（KBC）          | テレビ朝日系列 | 2020年10月10日 - 2021年9月25日 | 土曜 22:25 - 22:55 | 同時ネット |
| 長崎県         | 長崎文化放送（ncc）          | テレビ朝日系列 | 2020年10月10日 - 2021年9月25日 | 土曜 22:25 - 22:55 | 同時ネット |
| 熊本県         | 熊本朝日放送（KAB）          | テレビ朝日系列 | 2020年10月10日 - 2021年9月25日 | 土曜 22:25 - 22:55 | 同時ネット |
| 大分県         | 大分朝日放送（OAB）          | テレビ朝日系列 | 2020年10月10日 - 2021年9月25日 | 土曜 22:25 - 22:55 | 同時ネット |
| 鹿児島県       | 鹿児島放送（KKB）            | テレビ朝日系列 | 2020年10月10日 - 2021年9月25日 | 土曜 22:25 - 22:55 | 同時ネット |
| 沖縄県         | 琉球朝日放送（QAB）          | テレビ朝日系列 | 2020年10月10日 - 2021年9月25日 | 土曜 22:25 - 22:55 | 同時ネット |

### 水曜19時台時代
- 水曜ゴールデンに移行後もテレビ朝日系列の24局フルネットだが、前番組『あいつ今何してる?』に引き続き、全編ローカルセールス枠となっているため、テレビ朝日以外の通常時同時ネット局でも、局の編成の都合で臨時に遅れネットまたは非ネットとする場合があり、2時間以上のSPの場合は20:00からの短縮版をテレビ朝日からの裏送り同時ネットで放送する。
- 19:54に飛び降りポイントが設けられているため、テレビ朝日以外の通常時フルネット局でも臨時に19:54飛び降りとする場合ある一方で、テレビ朝日での終了6分前の19:54で飛び降りるネット局が臨時フルネットとすることがある。
- 2022年4月13日以降の放送回より非ネットの地域でも、見逃し番組配信サービス「TVer」で本番組のリアルタイム配信が実施されているため、同サービスで制作局と同時刻で視聴することも可能である。

| 放送対象地域   | 放送局                       | 系列           | 放送期間         | 放送時間           | ネット状況                       | ネット状況                       |
| -------------- | ---------------------------- | -------------- | ---------------- | ------------------ | -------------------------------- | -------------------------------- |
| 関東広域圏     | テレビ朝日（EX）             | テレビ朝日系列 | 2021年10月20日 - | 水曜 19:00 - 20:00 | 【制作局】                       | 【制作局】                       |
| 北海道         | 北海道テレビ（HTB）          | テレビ朝日系列 | 2021年10月20日 - | 水曜 19:00 - 20:00 | 同時ネット（全編フルバージョン） | 同時ネット（全編フルバージョン） |
| 青森県         | 青森朝日放送（ABA）          | テレビ朝日系列 | 2021年10月20日 - | 水曜 19:00 - 20:00 | 同時ネット（全編フルバージョン） | 同時ネット（全編フルバージョン） |
| 岩手県         | 岩手朝日テレビ（IAT）        | テレビ朝日系列 | 2021年10月20日 - | 水曜 19:00 - 20:00 | 同時ネット（全編フルバージョン） | 同時ネット（全編フルバージョン） |
| 宮城県         | 東日本放送（khb）            | テレビ朝日系列 | 2021年10月20日 - | 水曜 19:00 - 20:00 | 同時ネット（全編フルバージョン） | 同時ネット（全編フルバージョン） |
| 山形県         | 山形テレビ（YTS）            | テレビ朝日系列 | 2021年10月20日 - | 水曜 19:00 - 20:00 | 同時ネット（全編フルバージョン） | 同時ネット（全編フルバージョン） |
| 福島県         | 福島放送（KFB）              | テレビ朝日系列 | 2021年10月20日 - | 水曜 19:00 - 20:00 | 同時ネット（全編フルバージョン） | 同時ネット（全編フルバージョン） |
| 新潟県         | 新潟テレビ21（UX）           | テレビ朝日系列 | 2021年10月20日 - | 水曜 19:00 - 20:00 | 同時ネット（全編フルバージョン） | 同時ネット（全編フルバージョン） |
| 静岡県         | 静岡朝日テレビ（SATV）       | テレビ朝日系列 | 2021年10月20日 - | 水曜 19:00 - 20:00 | 同時ネット（全編フルバージョン） | 同時ネット（全編フルバージョン） |
| 山口県         | 山口朝日放送（yab）          | テレビ朝日系列 | 2021年10月20日 - | 水曜 19:00 - 20:00 | 同時ネット（全編フルバージョン） | 同時ネット（全編フルバージョン） |
| 香川県・岡山県 | 瀬戸内海放送（KSB）          | テレビ朝日系列 | 2021年10月20日 - | 水曜 19:00 - 20:00 | 同時ネット（全編フルバージョン） | 同時ネット（全編フルバージョン） |
| 愛媛県         | 愛媛朝日テレビ（eat）        | テレビ朝日系列 | 2021年10月20日 - | 水曜 19:00 - 20:00 | 同時ネット（全編フルバージョン） | 同時ネット（全編フルバージョン） |
| 福岡県         | 九州朝日放送（KBC）          | テレビ朝日系列 | 2021年10月20日 - | 水曜 19:00 - 20:00 | 同時ネット（全編フルバージョン） | 同時ネット（全編フルバージョン） |
| 長崎県         | 長崎文化放送（ncc）          | テレビ朝日系列 | 2021年10月20日 - | 水曜 19:00 - 20:00 | 同時ネット（全編フルバージョン） | 同時ネット（全編フルバージョン） |
| 熊本県         | 熊本朝日放送（KAB）          | テレビ朝日系列 | 2021年10月20日 - | 水曜 19:00 - 20:00 | 同時ネット（全編フルバージョン） | 同時ネット（全編フルバージョン） |
| 大分県         | 大分朝日放送（OAB）          | テレビ朝日系列 | 2021年10月20日 - | 水曜 19:00 - 20:00 | 同時ネット（全編フルバージョン） | 同時ネット（全編フルバージョン） |
| 鹿児島県       | 鹿児島放送（KKB）            | テレビ朝日系列 | 2021年10月20日 - | 水曜 19:00 - 20:00 | 同時ネット（全編フルバージョン） | 同時ネット（全編フルバージョン） |
| 沖縄県         | 琉球朝日放送（QAB）          | テレビ朝日系列 | 2021年10月20日 - | 水曜 19:00 - 20:00 | 同時ネット（全編フルバージョン） | 同時ネット（全編フルバージョン） |
| 秋田県         | 秋田朝日放送（AAB）          | テレビ朝日系列 | 2021年10月20日 - | 水曜 19:00 - 19:54 | 同時ネット （19:54飛び降り）     | [ 注釈 3 ]                       |
| 長野県         | 長野朝日放送（abn）          | テレビ朝日系列 | 2021年10月20日 - | 水曜 19:00 - 19:54 | 同時ネット （19:54飛び降り）     | [ 注釈 4 ]                       |
| 石川県         | 北陸朝日放送（HAB）          | テレビ朝日系列 | 2021年10月20日 - | 水曜 19:00 - 19:54 | 同時ネット （19:54飛び降り）     | [ 注釈 5 ]                       |
| 中京広域圏     | 名古屋テレビ（メ〜テレ/NBN） | テレビ朝日系列 | 2021年10月20日 - | 水曜 19:00 - 19:54 | 同時ネット （19:54飛び降り）     | [ 注釈 6 ]                       |
| 近畿広域圏     | 朝日放送テレビ（ABC TV）     | テレビ朝日系列 | 2021年10月20日 - | 水曜 19:00 - 19:54 | 同時ネット （19:54飛び降り）     | [ 注釈 7 ]                       |
| 広島県         | 広島ホームテレビ（HOME）     | テレビ朝日系列 | 2021年10月20日 - | 水曜 19:00 - 19:54 | 同時ネット （19:54飛び降り）     | [ 注釈 8 ]                       |

### 1泊家族
| 放送対象地域   | 放送局                       | 系列局         | 放送曜日・時間     | 放送期間        | ネット状況 |
| -------------- | ---------------------------- | -------------- | ------------------ | --------------- | ---------- |
| 関東広域圏     | テレビ朝日（EX）             | テレビ朝日系列 | 土曜 18:30 - 18:56 | 2023年9月16日 - | 制作局     |
| 北海道         | 北海道テレビ（HTB）          | テレビ朝日系列 | 土曜 18:30 - 18:56 | 2023年9月16日 - | 同時ネット |
| 青森県         | 青森朝日放送（ABA）          | テレビ朝日系列 | 土曜 18:30 - 18:56 | 2023年9月16日 - | 同時ネット |
| 岩手県         | 岩手朝日テレビ（IAT）        | テレビ朝日系列 | 土曜 18:30 - 18:56 | 2023年9月16日 - | 同時ネット |
| 宮城県         | 東日本放送（khb）            | テレビ朝日系列 | 土曜 18:30 - 18:56 | 2023年9月16日 - | 同時ネット |
| 秋田県         | 秋田朝日放送（AAB）          | テレビ朝日系列 | 土曜 18:30 - 18:56 | 2023年9月16日 - | 同時ネット |
| 山形県         | 山形テレビ（YTS）            | テレビ朝日系列 | 土曜 18:30 - 18:56 | 2023年9月16日 - | 同時ネット |
| 福島県         | 福島放送（KFB）              | テレビ朝日系列 | 土曜 18:30 - 18:56 | 2023年9月16日 - | 同時ネット |
| 新潟県         | 新潟テレビ21（UX）           | テレビ朝日系列 | 土曜 18:30 - 18:56 | 2023年9月16日 - | 同時ネット |
| 長野県         | 長野朝日放送（abn）          | テレビ朝日系列 | 土曜 18:30 - 18:56 | 2023年9月16日 - | 同時ネット |
| 静岡県         | 静岡朝日テレビ（SATV）       | テレビ朝日系列 | 土曜 18:30 - 18:56 | 2023年9月16日 - | 同時ネット |
| 石川県         | 北陸朝日放送（HAB）          | テレビ朝日系列 | 土曜 18:30 - 18:56 | 2023年9月16日 - | 同時ネット |
| 中京広域圏     | 名古屋テレビ（メ〜テレ/NBN） | テレビ朝日系列 | 土曜 18:30 - 18:56 | 2023年9月16日 - | 同時ネット |
| 近畿広域圏     | 朝日放送テレビ（ABC TV）     | テレビ朝日系列 | 土曜 18:30 - 18:56 | 2023年9月16日 - | 同時ネット |
| 広島県         | 広島ホームテレビ（HOME）     | テレビ朝日系列 | 土曜 18:30 - 18:56 | 2023年9月16日 - | 同時ネット |
| 山口県         | 山口朝日放送（yab）          | テレビ朝日系列 | 土曜 18:30 - 18:56 | 2023年9月16日 - | 同時ネット |
| 香川県・岡山県 | 瀬戸内海放送（KSB）          | テレビ朝日系列 | 土曜 18:30 - 18:56 | 2023年9月16日 - | 同時ネット |
| 愛媛県         | 愛媛朝日テレビ（eat）        | テレビ朝日系列 | 土曜 18:30 - 18:56 | 2023年9月16日 - | 同時ネット |
| 福岡県         | 九州朝日放送（KBC）          | テレビ朝日系列 | 土曜 18:30 - 18:56 | 2023年9月16日 - | 同時ネット |
| 長崎県         | 長崎文化放送（ncc）          | テレビ朝日系列 | 土曜 18:30 - 18:56 | 2023年9月16日 - | 同時ネット |
| 熊本県         | 熊本朝日放送（KAB）          | テレビ朝日系列 | 土曜 18:30 - 18:56 | 2023年9月16日 - | 同時ネット |
| 大分県         | 大分朝日放送（OAB）          | テレビ朝日系列 | 土曜 18:30 - 18:56 | 2023年9月16日 - | 同時ネット |
| 鹿児島県       | 鹿児島放送（KKB）            | テレビ朝日系列 | 土曜 18:30 - 18:56 | 2023年9月16日 - | 同時ネット |
| 沖縄県         | 琉球朝日放送（QAB）          | テレビ朝日系列 | 土曜 18:30 - 18:56 | 2023年9月16日 - | 同時ネット |

## スタッフ

### レギュラー版（2025年6月以降）
レギュラー版以降に加入→●
- ナレーター：佐藤政道
- 構成：中野俊成、カツオ（カツオ→第4回〜）、日高ユウキ、林田晋一（中野・林田→●）
- リサーチ：キタノケエスケ、山﨑恵輔、フォーミュレーション、中原祐、大野なおと（パイロット版時代は構成、山﨑〜大野→●）【週替り】
- ロケ技術：金子徹、DEEP、坂口周兵（LEZOC）、テーク・ワン、名古屋東通、小谷智士、アイ・ティー・ビー、WishPro、Zeta、エフ・セブン、ジーン、ピースリー本舗、オフィスゾラ静岡、テックサービス、TSP、万永、イメージランド、J-crew、ブルブル（BULL BULL）、BeZERO、ビデオワーク、ライズ・アップ、西日本映像、宮成健一【不定期】（金子以外→●、ジーン→以前も担当）
- TM︰高田格（●）
- TD：古川雅之（●）【週替り】
- TD/CAM：時田将光、吉田千明、廣瀬義幸（共に●、廣瀬→一時離脱→復帰）【週替り】
- CAM：石井豪、福元昭彦、保坂健一、平間隆啓、蝦名岳文、首藤祥太、砂田大樹、塚原梨央、大澤玲菜、矢島凜太郎、石渡剛、石黒康一、桝田茂雄、宮本邦慶、宮内大翼、丸山竜一、青山和広、雨森貴之、神村美穂、森塚蒼馬、北川雄介、依光琴音（共に●、石井→以前はTDの回あり→一時離脱→復帰）【週替り】
- 照明：駒（驛）伸之、米長紫（共に●）【週替り】
- VE：田辺帆風（●）、二宮紗耶、小田菜々恵（●）（田辺・二宮→共に一時離脱→復帰）【週替り】
- 音声：山本春香、内藤陽介、恒川和、林田群士（全員●）【週替り】
- 美術：遠藤ゆか（●）
- 美術進行：寺岡悠介、大塚理紗（共に●）
- デザイン（●）：崎村陽
- 大道具（●）：西村訓
- イラスト：YELLOW、仁和インチキ、リトルベア、わたなべ萌【不定期】（全員→●）
- 編集：小山雄一郎、半沢克也、渡辺桃花【週替り】
- MA：近藤拓弥（●）
- 音効：岡田淳一（第3回〜）
- TK：中里優子（●）
- デスク（●）：北谷みづき（●）
- 編成：村山良太、松下凌士（共に●）
- 宣伝：清水望（●）
- 編集協力（●）：東京オフラインセンター（第2,3回と●）
- 制作協力：BaKaBest、テレビ朝日映像（全社→●）
- 制作スタッフ：椎橋隼斗、本田牧、大野泰樹、照喜名水晶、後藤雪乃、福澤郁哉、近藤榛香、柳瀬早希、小関瀬菜、河合茜、小田千尋、坂彩月、鷲尾亮輔、竹内佑、吉田美咲、工藤快生、山下茉莉、藤島剣、西川真菜、尾崎和香、小針詩織、松本航和、佐藤光樹、酒井星、松田莉羅、三木遥日、本田匠、堤里紅、渡瀬恵太、西巻史奈、溝口彩花、茂木悠里、崎野英玲奈、牛木京平、山澤慶士、桑本大夢、延原春華、松本凌、中村真南、桂田咲、中村涼華、荒木雄大【週替り】
- 制作進行（●）：島田典子（●）
- アシスタントプロデューサー：入江将也（入江→第2,4回はAP、第3回は制作スタッフ）、三谷萌乃、水戸部帆乃加、加藤綾（彩）花、福田真琴、森美沙、大山明日香、藤林千絵、石井瑞紀、森奈津実、大内涼子、三島綾乃、米田沙織、杉山祐香、奥秋桃子、伊藤みず紀、石川絵里、柳瀬早希【週替り】（三谷・水戸部・加藤〜石川→●、森奈津→以前は制作スタッフ）
- ディレクター：森伸太郎（BaKaBest）、東上床直樹（TOCO102）、萩原正雄・宮澤拓郎（テレビ朝日映像）、伊藤守男、阿部和孝、籾山裕太、松原広直、岩佐将希、安井啓太、寒川拓郎、白岩大輔、小南彰、内山真吾、春山正宏（モスキート）、渡辺（邊）伸、陣崎行夫、中野彩音、辻智博、藤原健太、吉田陵、西田周平、佐藤康弘、滝島春樹、坂上裕生、山口大輔、鈴木住雄、野村昌彦、玉田来河、泉貴晶（BACK-UP MEDIA）、泉晶子、伊藤敦基、山口陸、岡部大五郎、岩本秀平、河原一貴、田場亮耶、片貝悠人、中島孝志、武信考【週替り】（萩原・宮澤→第4回、東上床・伊藤・阿部・松原・陣崎以外→●、陣崎→一時離脱→復帰、玉田・泉晶・岩本・片貝→以前は制作スタッフ）
- 総合演出：宮崎浩一（●、以前は演出）
- プロデューサー：山本文隆、北村麻美（北村→●）【毎週】、村松秀昭（テレビ朝日映像、村松→第4回と●）、木山達朗（●）、相馬令子（●）、山谷紅葉（●、以前はアシスタントプロデューサー）、加藤正和（●）（村松・木山→以前は毎週）【週替り】
- ゼネラルプロデューサー：久保信広（●）
- 制作：テレビ朝日ビジネスソリューション本部コンテンツ編成局第2制作部
- 制作著作：テレビ朝日

過去のスタッフ
- 構成：関野樹（●）、髙倉俊祐
- TM︰小林恭大（●）
- CAM：渡辺晃一、及川貴也、藤原朋巳、清水美保、若月潤都、髙橋広奈（●）
- 撮影技術：辺見洋、大嶋朋子、中馬越直人、勝見亘（辺見・大嶋→第2回、中馬越、勝見→第3回）、山崎善映、中村渚
- ロケ技術：櫻田太志、大河内健洋、ESPASIO、加藤昌義、野中彩（櫻田・大河内・金子以外→●）
- 美術：小山晃弘、近藤千春
- 美術進行：亀井直子（第4回〜）、渡邉眞太郎（●）、高木由樹（第3回と●、一時離脱→復帰）
- タイトルデザイン：小倉ヨシヒロ
- MA：細川健太郎（第2回）、柳智隆（第3回）、山田謙一（第4回）
- 音効：高村光一（第2回）
- TK：池田真梨絵
- 編成：沼田真明、佐野主紘、三浦靖雄、岡村地郎、馬渕真太朗、宇喜多宏美、岡村地郎、大塚脩平、米川宝、辻慈生（三浦〜辻󠄀→●、辻󠄀→一時離脱→復帰）
- 宣伝：榎本梢絵、古澤琢、髙橋夏子（古澤・髙橋→●）
- 撮影協力：ロペライオ（第2回）
- 衣装協力：SNIDEL
- カラオケ音源協力：DAM（第一興商）、JOYSOUND
- 制作協力：創輝、acro（共に●）
- 制作スタッフ：奥貫由佳（第2,3回）、阿部佑哉、岡村佳代子、宮城大一郎、下関宰、西本圭希、林原未和、堀脇宙樹、大道梨央（宮城以降→●）
- アシスタントプロデューサー：小林穂波、阿部優香子、清宮彩香、朝倉潤、菅原千詠美（小林・阿部・朝倉・菅原→●）
- 制作スタッフ/ディレクター：梅澤慶光（梅澤→テレビ朝日映像、現︰フジテレビ）、大西千香【週替り】
- ディレクター：浅井裕太郎、三村美絵、山内さおり、田中万莉子、山嶋将義・滝田朋之・細川祐子（創輝）、田中友洋、古賀光輝・菅野優美子（acro）、佐藤智之（田中万→●、以前は制作スタッフ、山嶋→一時離脱→復帰、浅井・三村→第2回、山内→第4回、田中→毎週）
- プロデューサー：澤田晋、古瀬麻衣子（第1,2回）、浦田祐一郎（創輝、●）、鈴木仁美、大石展裕（大石→テレビ朝日映像、第4回と●）、今村奈津紀（BaKaBest、第3回までAP、第4回はP）、柴田雅美（acro）、国部有紀、竹内隆徳、大森氏勝
- ゼネラルプロデューサー：本部純